# Robert Anthony Daniels
Robert Anthony Daniels (ur. 18 czerwca 1957 w Windsor) – kanadyjski duchowny katolicki, biskup Grand Falls od 2011.

## Życiorys
Święcenia kapłańskie otrzymał 7 maja 1983 i inkardynowany został do diecezji London. Pracował przede wszystkim w parafiach stolicy diecezji, był także kanclerzem kurii (1989-1993) oraz wikariuszem generalnym diecezji (1993-2004).
21 września 2004 otrzymał nominację na biskupa pomocniczego Londonu ze stolicą tytularną Scebatiana. Sakry biskupiej udzielił mu 9 listopada 2004 bp Ronald Fabbro CSB.
1 marca 2011 papież Benedykt XVI mianował go ordynariuszem Grand Falls w metropolii Saint John’s. Ingres odbył się 11 kwietnia 2011.